# Patricia Janečková

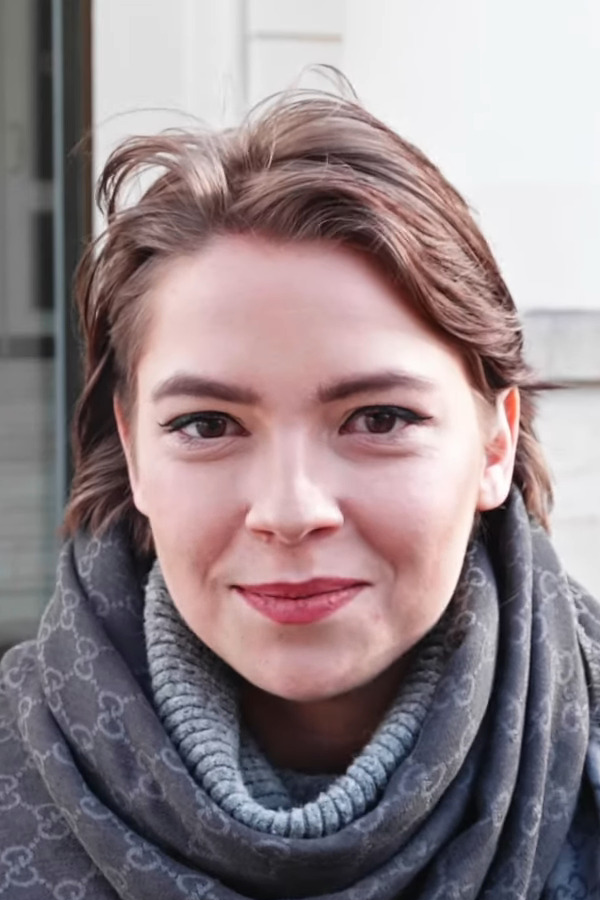
Patricia Janečková (2022)

Patricia Burda Janečková (* 18. Juni 1998 in Münchberg, Deutschland; † 1. Oktober 2023 in Ostrava, Tschechien) war eine tschechische Sängerin (Sopran) und Musicaldarstellerin slowakischer Herkunft.

## Leben
Patricia Janečková wurde 1998 in Deutschland als Tochter slowakischer Eltern geboren. Als sie drei Monate alt war, zogen ihre Eltern mit ihr ins tschechische Ostrava um, wo sie aufwuchs.
Sie war Mitglied des Opernstudios des Antonín-Dvořák-Theaters in Ostrava. Im Dezember 2010 gewann Janečková in der Stimmlage Sopran die tschechisch-slowakische Talentshow Talentmania. 2011 brachte sie mit dem Komponisten, Dirigenten und Produzenten Oskar Rózsa ihr Debütalbum heraus. Ab 2013 studierte sie in Ostrava Operngesang bei Eva Dřízgová-Jirušová, zuerst am Leoš-Janáček-Konservatorium und ab 2017 an der Universität Ostrava.
Janečková erhielt beim Concorso Internazionale di Musica Sacra 2014 in Rom als jüngste Teilnehmerin den ersten Preis. 2016 gewann sie beim internationalen Antonín-Dvořák-Wettbewerb in der Kategorie Junior/Frauen den 3. Preis und zwei Sonderpreise.
Im November 2017 hatte sie als Galatea in Händels Acis and Galatea ihre erste bedeutende Rolle. Am Mährisch-Schlesischen Nationaltheater in Ostrava stellte sie die Juliet in einer tschechischen Musicalversion von Romeo and Juliet (2017), die Esmeralda in Die verkaufte Braut (2018), die Pamela und Natasha in dem Musical Flowers for Mrs Harris (2020) und die Maria in West Side Story (2021) dar.
Nachdem im Februar 2022 bei ihr Brustkrebs diagnostiziert worden war, machte sie ihre Erkrankung einen Monat später öffentlich und unterzog sich einer Behandlung, die nach eigenen Angaben gut verlief. Danach begann sie wieder aufzutreten. Im Juni 2023 heiratete sie den tschechischen Schauspieler Vlastimil Burda. Im Oktober 2023 starb sie im Alter von 25 Jahren infolge ihrer Erkrankung.